# 国富町立木脇小学校
国富町立木脇小学校（くにとみちょうりつ きわきしょうがっこう）は、宮崎県東諸県郡国富町大字木脇にある公立の小学校。

## 概要
歴史
1902年（明治35年）、木脇村内の小学校2校（木脇・三名）を統合の上、「木脇尋常小学校」として創立。翌1903年（明治36年）に高等科を併置の上、「木脇尋常高等小学校」となった。現校名となったのは1957年（昭和32年）。高等科を併置した1903年（明治36年）を創立年としており、2023年（令和5年）に創立120周年を迎えた。
校章
1965年（昭和40年）に制定。六芒星を背景にして、中央に校名の頭文字である「木」の文字を図案化したものを配している。
校歌
1959年（昭和24年）に制定。
通学区域
国富町のうち、「岩知野、塚原、馬場、金留、平原、桑鶴三名、上六野、下六野、牧原、亀の甲、太田原、向陽」。中学校区は国富町立木脇中学校。

## 沿革
前史
1873年（明治6年）- 木脇村に「木脇小学校」が、三名村に「三名小学校」が設置される。この当時は簡易的な学校であった。
- 1897年（明治20年）- 小学校令施行により、簡易科（3年制）を設置の上、「簡易木脇小学校」・「簡易三名小学校」に改称。
- 1899年（明治22年）
  - 5月1日 - 東諸県郡4村（木脇・岩知野・塚原・三名）が合併の上、「木脇村」が発足。
  - この年 - 尋常科（4年制）を併置の上、「尋常木脇小学校」・「尋常三名小学校」に改称。
- 1892年（明治25年）4月 - 「木脇尋常小学校」・「三名尋常小学校」に改称。

統合・木脇小学校
- 1902年（明治35年）- 木脇村内の尋常小学校2校（木脇・三名）を統合の上、「木脇尋常小学校」となる。現在地に移転を完了。
- 1903年（明治36年）5月15日 - 高等科を併置の上、「木脇尋常高等小学校」と改称。5月15日を創立記念日とする。
- 1910年（明治43年）- 南校舎（西教室）を増設。
- 1924年（大正13年）- 木造北校舎（東3教室）を増築。
- 1930年（昭和5年）- 木造北校舎（4教室）を増築。
- 1935年（昭和10年）- 青年学校令施行により、青年学校が併置される。
- 1941年（昭和16年）4月1日 - 国民学校令施行により、「木脇村木脇国民学校」に改称。尋常科を初等科に改める。
- 1947年（昭和22年）- 学制改革が行われる（六・三制の実施）。
  - 4月1日 - 国民学校初等科が、新制小学校「木脇村立木脇小学校」に改組・改称。
  - 5月8日 - 国民学校高等科は、青年学校普通科とともに、新制中学校「木脇村立木脇中学校」に改組・改称。
- 1948年（昭和23年）- 北校舎3棟を改築。南校舎2教室を増改築。
- 1935年（昭和30年）- 南棟西教室と西棟（職員室、校長室、図書室等）を増築。
- 1937年（昭和32年）3月31日 - 木脇村が国富町に編入されたため、「国富町立木脇小学校」（現校名）と改称。
- 1958年（昭和33年）- プールが完成。
- 1959年（昭和34年）- 校歌を制定。
- 1960年（昭和35年）- 新校舎を増設。
- 1965年（昭和40年）- 校旗を制定。
- 1967年（昭和42年）4月 - 校区改定により、太田原地区の児童が転入。
- 1968年（昭和43年）- 鉄筋コンクリート造2階建て校舎（普通8教室および特別4教室（理科・音楽・図工・調理）が完成。学校給食を開始。運動場を拡張。
- 1972年（昭和47年）- 新プールが完成。
- 1977年（昭和52年）
  - この年 - 体育館が完成。
  - 4月 - 校区改定により、宮王丸団地の児童が転入。
- 1980年（昭和55年）- 木造南校舎を鉄筋コンクリート造2階建て2棟に改築。
- 1981年（昭和56年）- 鉄筋コンクリート造2階建て校舎が2棟（南校舎・中校舎）が完成。
- 1987年（昭和62年）- 西校舎4教室を増築。
- 1991年（平成3年）- 運動場を拡張。
- 1999年（平成11年）- コンピュータ室を開設。
- 2001年（平成13年）- 体育館の一部を改修。
- 2002年（平成14年）- 北校舎の大規模地震補強改造工事が完了。
- 2003年（平成15年）- 創立100周年記念式典を挙行。
- 2004年（平成16年）- 100周年記念アートタイルが完成。
- 2008年（平成18年）- 体育館の耐震補強工事が完了。
- 2009年（平成21年）- プールを補修。

## 交通
最寄りのバス停留所
- 宮崎交通バス 「木脇学校下」バス停

最寄りの幹線道路
- 宮崎県道355号旭村木脇線

## 周辺
- 国富町立木脇中学校
- 国富町木脇児童館
- 木脇保育園
- 木脇郵便局
- 赤池神社
- 深年川